# Nomada chrysopyga
Nomada chrysopyga ist eine Biene aus der Familie der Apidae. 

## Merkmale
Die Bienen haben eine Körperlänge von 12 bis 13 Millimetern. Der Kopf und der Thorax der Weibchen sind rot oder teilweise gelb mit schwarzer Zeichnung. Die Tergite sind rot und häufig gelb gefleckt, basal und an den Endrändern sind sie teilweise verdunkelt. Das Gesicht und das Labrum sind häufig gelbrötlich gefleckt. Das dritte Fühlerglied ist gleich lang wie das vierte und doppelt so lang wie breit. Das Schildchen (Scutellum) ist gelb oder rot mit schwachen Höckern. Die Schienen (Tibien) der Hinterbeine sind am Ende ziemlich stumpf, haben ein Zähnchen und ungefähr sechs kurze dicke, rötliche kleine Dornen. Die Männchen sind schwarz mit gelben Flecken, die teilweise rot umrandet sind. Die Hinterränder der Tergite sind rot, das Labrum ist gelb. Das dritte Fühlerglied ist kürzer als das vierte. Das schwach gehöckerte Schildchen ist gelbrötlich. Die Schenkel (Femora) der Hinterbeine sind unten kurz behaart. Die Schienen der Hinterbeine sind am Ende schwach zugespitzt und haben ungefähr sechs gelbrote kleine Dornen.

## Vorkommen und Lebensweise
Die Art ist in Südeuropa und Ungarn verbreitet. Die Tiere fliegen von Anfang Juni bis Anfang August. Die Art parasitiert Andrena fuscosa.

## Belege
Felix Amiet, M. Herrmann, A. Müller, R. Neumeyer: Fauna Helvetica 20: Apidae 5. Centre Suisse de Cartographie de la Faune, 2007, ISBN 978-2-88414-032-4.